# Доброджа
Доброджа (рум. Dobrogea) — село в складі муніципію Кишинів в Молдові. Входить до складу сектора Ботаніка та до складу комуни, адміністративним центром якої є місто Синжера.